# 商業地域
商業地域（しょうぎょうちいき）は、都市計画法による用途地域の一つで、主に商業等の業務の利便の増進を図る地域である。工場や危険物等に規制があるほかは、風俗施設含めほとんど全ての商業施設が規制なく建築可能である。

## 用途制限
用途地域による用途の制限（用途制限）に関する規制は、主に建築基準法令の規定による。以下、特記ない面積の数字については床面積の合計、階数については当該用途部分の階数について言う。
- 住宅、共同住宅、寄宿舎、下宿 - ○
- 兼用住宅 - 用途については住宅部分・店舗部分はそれぞれ別個として扱われる
- 店舗等 - ○
- 事務所等 - ○
- ホテル（ラブホテル類を除く）・旅館 - ○
- 遊戯施設・風俗施設 - ○
  - マージャン屋、ぱちんこ屋、射的場等、勝馬投票券発売所、場外車券売場等 - ○
  - カラオケボックス等 - ○
  - 劇場、映画館、演芸場、観覧場 - ○
  - キャバレー、料理店（接待を主とするもの）、ナイトクラブ、ダンスホール等 - ○
  - 風俗営業に係る公衆浴場等、ヌードスタジオ、のぞき劇場、ストリップ劇場、ラブホテル類、専ら性的な写真・物品等の販売店等 - ○
- 展示場等 - ○
- 運動施設 - ○
- 公共施設・病院・学校等 - ○
- 車庫・倉庫等 - ○　（危険物の貯蔵は下記参照）
  - 自動車車庫 - ○
  - 倉庫業を営む倉庫 - ○
  - 畜舎 - ○
- 工場 - いずれも原動機を使用する場合は作業場が150m²以下（日刊新聞の印刷所を除く。自動車修理工場は300m²以下）
  - 準工業地域に建築してはならない工場 - ×
  - 玩具煙火の製造 - ×
  - 金属の工作（アセチレンガスを用いるもので、ガス発生器の容量30リットル超、又は溶解アセチレンガスを使うものに限る。） - ×
  - ドライクリーニング、ドライダイイング又は塗料の加熱乾燥若しくは焼付（引火性溶済を用いるものに限る。赤外線を用いるものは除く。） - ×
  - セルロイドの加熱加工、機械のこぎりを使用する加工 - ×
  - 絵具・水性塗料の製造 - ×
  - 塗料の吹付（原動機を使用し出力総計が0.75kW超のもの） - ×
  - 物品の漂白（亜硫酸ガスを用いるもの） - ×
  - 骨炭その他動物質炭の製造 - ×
  - 石鹸製造 - ×
  - 魚粉、フェザーミール、肉骨粉、肉粉、血粉、これらを原料とする飼料の製造 - ×
  - 手すき紙の製造 - ×
  - 羽・毛の洗浄、染色、漂白 - ×
  - ぼろ、くず綿、くず紙、くず糸、くず毛等の消毒、選別、洗浄、漂白 - ×
  - 製綿、古綿の再製、起毛、せん毛、反毛、フェルトの製造（原動機を使用するもの） - ×
  - 骨、角、きば、ひづめ[1]、貝がらの引割・乾燥研磨（原動機を使用するもの） - ×
  - 金属の乾燥研磨（原動機を使用する三台以上の研磨機によるもの） - ×
  - 鉱物、岩石、土砂、コンクリート、アスファルト・コンクリート、硫黄、金属、ガラス、れんが、陶磁器、骨、貝殻の粉砕（原動機を使用するもの） - ×
  - レデイミクストコンクリートの製造、セメントの袋詰（いずれも原動機を使用し出力総計が2.5kW超のもの） - ×
  - 墨、懐炉灰、れん炭の製造 - ×
  - 活字・金属工芸品の鋳造、金属の溶融（ルツボ又は釜を使用するものに限る。印刷所における活字の鋳造を除く。） - ×
  - 瓦、れんが、土器、陶磁器、人造砥石、ルツボ又はホーロー鉄器の製造 - ×
  - ガラス製造・砂吹 - ×
  - 金属の溶射・砂吹 - ×
  - 鉄板の波付加工 - ×
  - ドラムカンの洗浄・再生 - ×
  - 金属の鍛造（スプリングハンマーを使用するもの） - ×
  - 金属の圧延（伸線、伸管、ロールを用いるもの） - ×
  - 金属の鍛造（スエージングマシン、ロールを使用するもの） - ×
  - 自動車修理工場 - 作業場は300m²以下
  - 商業地域における建築基準法法令で定める量を超える危険物の貯蔵・処理 - ×
- 建築物附属物 - 単独建築物として扱われる
- 特定行政庁が用途地域における商業の利便を害するおそれがないと認め、又は公益上やむを得ないと認めて許可したもの - ○
- 卸売市場、火葬場、と畜場、汚物処理場、ごみ焼却場等 - 都市計画区域内においては都市計画決定が必要

## 建ぺい率
建ぺい率は建築基準法第53条により80%を超えてはならないと法定されていて、都市計画では定めない。ただし、防火地域内にある耐火建築物は、建ぺい率の制限を適用しないため、理論上は建ぺい率100%の建築物が建てられる。

## 容積率
容積率は200%、300%、400%、500%、600%、700%、800%、900%、1000%、1100%、1200%、1300%のいずれかに都市計画で定められ、建築物はその数値以下でなければならない。ただし、前面道路の幅員が12メートル未満である場合は、原則としてその幅員のメートルの数値に10分の6を乗じたもの以下でなければならない。

## 主な都市の商業売場面積
以下に、東京都区部および政令指定都市の商業売場面積を示す。統計日等は以下の通り。
2016年（平成28年）6月1日の値
小数点以下四捨五入
| 都市       | 面積 (ha) |
| ---------- | --------- |
| 札幌市     | 219       |
| 仙台市     | 134       |
| さいたま市 | 128       |
| 千葉市     | 103       |
| 東京都区部 | 696       |
| 川崎市     | 88        |
| 横浜市     | 285       |
| 相模原市   | 65        |
| 新潟市     | 108       |
| 静岡市     | 73        |
| 浜松市     | 95        |
| 名古屋市   | 276       |
| 京都市     | 136       |
| 大阪市     | 368       |
| 堺市       | 69        |
| 神戸市     | 160       |
| 岡山市     | 96        |
| 広島市     | 141       |
| 北九州市   | 115       |
| 福岡市     | 159       |
| 熊本市     | 75        |